# Paracalauria elongata
Paracalauria elongata är en insektsart som beskrevs av Synave 1962. Paracalauria elongata ingår i släktet Paracalauria och familjen Flatidae. Inga underarter finns listade i Catalogue of Life.